# Ondřej Kolář (polityk)
Ondřej Kolář (ur. 13 marca 1984 w Pradze) – czeski polityk i samorządowiec, deputowany do Izby Poselskiej, poseł do Parlamentu Europejskiego X kadencji.

## Życiorys
Syn dyplomaty Petra Kolářa. W 2007 ukończył medioznawstwo na Uniwersytecie Karola w Pradze, a w 2012 prawo na Uniwersytecie Zachodnioczeskim w Pilźnie. Kształcił się również w Washington College of Law w ramach American University. Pracował na University of New York in Prague i w przedsiębiorstwie energetycznym ČEZ. Dołączył do ugrupowania TOP 09. Był sekretarzem i doradcą przewodniczącego partii Karela Schwarzenberga.
W 2014 został wybrany na radnego stołecznej dzielnicy Praga 6. W tym samym roku objął urząd jej burmistrza. Funkcję tę pełnił do 2022; z mandatu radnego zrezygnował w następnym roku. W wyborach w 2021 z ramienia koalicji ugrupowań centroprawicowych uzyskał mandat deputowanego do Izby Poselskiej. W 2024 został natomiast wybrany na posła do Europarlamentu X kadencji.